# Holden HX
De Holden HX werd in 1976 door het Australische automerk Holden op de markt gebracht na slechts minieme wijzigingen aan de voorgaande Holden HQ. De HX was de zestiende serie van het merk. De belangrijkste reden waarvoor Holden de HX lanceerde waren de nieuwe Australische uitstootnormen waaraan voldaan moest worden. Ook werd de Holden Monaro vanaf september uitgefaseerd, waarna de voorraad carrosserieën ervan werd opgebruikt in LE Coupe.

## Geschiedenis
Alle modellen kregen aangepaste motoren om aan de nieuwe emissienormen van de Australische overheid te voldoen. De Holden Statesman kreeg een verbeterde uitrusting en een meer onderscheidend design. De Sandman bleef het goed doen en de Monaro werd uitgefaseerd. Er werden nog 600 Limited Edition LE's van gebouwd. Eind 1976 werd een special Kingswood uitgebracht om de 50-jarige aanwezigheid van moederconcern General Motors in Australië te vieren.

## Modellen
Voor de modelcodes staat de eerste code voor het model en de tweede voor het optiepakket.
- Jul 1976: (HX 8WM69) Holden Belmont Sedan
- Jul 1976: (HX 8WN69) Holden Kingswood Sedan
- Jul 1976: (HX 8WP69) Holden Premier Sedan
- Jul 1976: (HX 8WN35 A8J) Holden Kingswood Deluxe Sedan
- Jul 1976: (HX 8WM35) Holden Belmont Wagon
- Jul 1976: (HX 8WN35) Holden Kingswood Wagon
- Jul 1976: (HX 8WP35) Holden Premier Wagon
- Jul 1976: (HX 8WN69 A8J) Holden Kingswood Deluxe Wagon
- Jul 1976: (HX 8WS69) Holden Statesman DeVille
- Jul 1976: (HX 8WT69) Holden Statesman Caprice
- Jul 1976: (HX 8WQ69) Holden Monaro GTS Sedan
- Jul 1976: (HX 8WM80) Holden Utility
- Jul 1976: (HX 8WN80) Holden Kingswood Utility
- Jul 1976: (HX 8WM80 XX7/XU3) Holden Sandman Utility
- Jul 1976: (HX 8WM70) Holden Panel Van
- Jul 1976: (HX 8WN70) Holden Kingswood Panel Van
- Jul 1976: (HX 8WM70 XX7/XU3) Holden Sandman Van
- Jul 1976: (HX 8WM60) Cab Chassis
- Aug 1976: (HX 8WP37) Holden Monaro LE Coupe
- Nov 1976: (HX 8WN69 A9C) Holden Kingswood 50th Anniversary Sedan
- Nov 1976: (HX 8WN35 A9C) Holden Kingswood 50th Anniversary Wagon